# FIFA 18
《FIFA 18》은 일렉트로닉 아츠에서 제작한 25번째 FIFA 시리즈 게임이다. 현재 마이크로소프트 윈도우, 엑스박스 원, 플레이스테이션 4, 엑스박스 360, 플레이스테이션 3와 이번에는 닌텐도 스위치에서도 플레이를 할 수 있다. 커버 모델은 크리스티아누 호날두가 되었고 icon 에디션은 호나우두가 되었다. 이번 작도 FIFA 17처럼 프로스트바이트 엔진을 사용하였고, 엑스박스 360, 플레이스테이션 3, 닌텐도 스위치의 경우 이그나이트 엔진을 사용하였다.

## 게임 발표
2017년 6월 6일 E3 2017에서 공개되었다. 특히 FIFA 17에서 처음 공개되어 큰 관심을 끌었던 "THE Journey 스토리 모드"의 후속작도 출시한다고 발표하였다.

## 그래픽
이번에도 전작인 FIFA 17에서 사용된 프로스트바이트 (게임 엔진)을 사용하였고 관중들의 그래픽도 크게 개선되었다. 또한 FIFA 17에서는 프리미어리그 감독의 얼굴만 스캔되었지만 이번에는 우나이 에메리, 지네딘 지단 등 프리미어리그 외 구단감독들의 얼굴도 스캔되었다.

## 게임 플레이
이번 작부터 독일의 3부리그가 등장하고 아이슬란드, 사우디아라비아, 뉴질랜드 축구 국가대표팀이 추가 되었다. 본작에도 한국어와 대한민국 축구 국가대표팀은 추가되지 않았다.

## 얼티밋 기능 (FIFA Ultimate)
이번작에서는 지난 작에서 Legends라고 불렸던 선수들이 FIFA Ultimate Icons로 추가 되었으며 디에고 마라도나, 펠레, 호나우두, 야신, 앙리가 추가되었다. 또한 최초 팀 생성시 상위 10개국 선수들이 있는 팩 중 하나를 선택하여 팩을 까고 스쿼드와 임대 선수들의 제공한다. 또한 스쿼드 배틀이라하여 실제 선수들의 팀이나 유명 인물의 팀과 AI와 경기를 하여 많은 보상을 얻을 수 있게 되었다.

## 2018 FIFA 월드컵 러시아
2018년 FIFA 월드컵 비디오 게임은 특별판을 따로 발매하지 않고 본편의 DLC로 추가되었다. 예선 없이 본선부터 실행이 가능하며 얼티밋 모드도 실행이 가능하며 일반 킥 오프와 온라인 토너먼트 등 다양한 모드가 지원된다.

## 평가
| 평가 |                                                    |
| --- | -------------------------------------------------- |
| 통합 점수 통합사 점수 메타크리틱 84/100 (XONE) [ 1 ] 84/100 (PS4) [ 2 ] 81/100 (PC) [ 3 ] 68/100 (NS) [ 4 ] 평론 점수 평론사 점수 게임 인포머 8.75/10 [ 5 ] 게임 레볼루션 [ 6 ] 게임스팟 7/10 [ 7 ] 게임스레이더+ [ 8 ] IGN 8.1/10 [ 9 ] (NS) 5.5/10 [ 10 ] |                                                    |
| 통합 점수 |                                                    |
| 통합사 | 점수                                               |
| 메타크리틱 | 84/100 (XONE) 84/100 (PS4) 81/100 (PC) 68/100 (NS) |
| 평론 점수 |                                                    |
| 평론사 | 점수                                               |
| 게임 인포머 | 8.75/10                                            |
| 게임 레볼루션 | [ 6 ]                                              |
| 게임스팟 | 7/10                                               |
| 게임스레이더+ | [ 8 ]                                              |
| IGN | 8.1/10 (NS) 5.5/10                                 |